# Danuria congica
Danuria congica är en bönsyrseart som beskrevs av Giglio-tos 1917. Danuria congica ingår i släktet Danuria och familjen Mantidae. Inga underarter finns listade i Catalogue of Life.